# Klausen-Leopoldsdorf
Klausen-Leopoldsdorf è un comune austriaco di 1 647 abitanti nel distretto di Baden, in Bassa Austria.